# راس الاميرية (العبر)

تعديل مصدري - تعديل

راس الاميرية هي إحدى قرى عزلة العبر بمديرية العبر التابعة لمحافظة حضرموت، بلغ تعداد سكانها 274 نسمة حسب تعداد اليمن لعام 2004.